# Radnice v Tovačově
Radnice v Tovačově je jednopatrová renesanční budova situovaná na náměstí v Tovačově.

## Historie
Renesanční budova radnice pochází ze 16. století, stávající podoba vznikla při přestavbě v roce 1892, jak uvádí i letopočet ve znaku nad vstupním portálem. Poslední opravy domu proběhly v roce 1993. V budově sídlí městský úřad.
Od 3. května 1958 je objekt památkově chráněn.

## Architektura
Radice je jednopatrový řadový dům. Nápadným prvkem domu je atika, která je od patra oddělena římsou na konzolách. Přízemí hlavního průčelí je čtyřosé, s výkladci s půlkruhovými záklenky. Patro průčelí je pětiosé, s okny v šambránách a s otevřenými suprafenestrami s volutami a kuželkou uprostřed. Fasáda je zdobena lisénovými rámy. Průjezd je sklenut valenou klenbou a v jeho vnitřní zdi je osazen původní renesanční portál ze 16. století.